# 東広島市立高屋西小学校
東広島市立高屋西小学校（ひがしひろしましりつ たかやにししょうがっこう）は、広島県東広島市高屋町中島にある市立小学校。

## 概要
東広島市の北東部にある。竹林やしだれ桜など、草木が多く育つ環境の中、小高い丘の上にある学校である。敷地内に四季折々の花や植物が植えられた「季節園」がある。
また，地域に伝わる「白鳥伝説」や「白鳥踊り」をもとにしてつくられた組曲「白鳥（しらとり）」を毎年６年生が発表している。（令和７年度で19代目になる）

## 沿革
- 1901年 - 大畠村、杵原村、溝口村にそれぞれあった3つの簡易小学校を統合し、西高屋村立西高屋尋常小学校として開校。
- 1935年 - 賀茂郡西高屋小学校校歌　11月12日認可　柏尾輝喜　作詞、渡辺彌蔵　作曲。
- 1954年 - 西高屋村と東高屋村の合併により、高屋村立高屋西小学校と改称。
- 1955年 - 町制施行により、高屋町立高屋西小学校と改称。
- 1960年 - 校歌制定。「はとと平和と」巽　聖歌　作詞、平岡照章　作曲。3月2日制定。
- 1960年 - 新校舎完成。
- 1974年 - 町合併・市制施行により、東広島市立高屋西小学校と改称。
- 1991年 - 新プール完成。
- 1992年 - 児童増加により、東広島市立高美が丘小学校が分離開校する。（高屋東小学校、高屋西小学校より分離）
- 2020年 - 普通教室エアコン設置。
- 2023年 - 創立150周年記念式典を行う。6年生が組曲「白鳥」を発表する。
- 2024年 - 創立150周年記念誌が発行される。
- 2024年 - JR西高屋駅新駅舎開業祈念式典にあたり、6年生が組曲「白鳥」から和太鼓を演奏する。

## 学校行事
- ４月　入学式
- ５月　遠足，修学旅行（第６学年），運動会
- ９月　野外活動（第５学年）
- 11月　るるる白鳥フェスタ（学習発表会），地域主催の行事「古里まつり」への参加（「古里まつり」はコロナ禍により現在実施されていない。現在では組曲「白鳥」地域公開を別日に実施している）
- 12月　持久走大会
- １月　もちつき
- ２月　地域の方への感謝の会
- ２月　６年生を送る会
- ３月　卒業式

## 通学区域
- 東広島市
  - 高屋町高屋東の一部
  - 高屋町稲木の一部
  - 高屋町杵原の一部
  - 高屋町大畠
  - 高屋町中島
  - 高屋町桧山
  - 高屋町溝口
  - 高屋町宮領
  - 高屋町郷
  - 西条吉行東二丁目の3番から5番

## 進学先中学校
- 東広島市立高屋中学校

## アクセス
- 芸陽バス[1]「高屋西小学校」バス停下車
  - 豊栄-高美が丘-西条線：豊栄・上戸野・造賀小学校前・近畿大学・西高屋駅方面 - 高屋西小学校 - 西条駅前方面
  - 安芸津-西条・近畿大学線：安芸津駅・東広島駅・西条駅前方面 - 高屋西小学校 - 西高屋駅・近畿大学方面
  - 白市線：西条駅前方面 - 高屋西小学校 - 西高屋駅・白市駅方面
- JR山陽本線 西高屋駅より徒歩約500メートル

## 周辺
- 西高屋駅
- 善通寺
- 西品寺
- 東広島市立高屋中学校
- ハローズ、ショージ
- 広島県立広島中学校，広島県立広島高等学校
- 高屋ジャンクション，高屋インターチェンジ（山陽自動車道，東広島呉道路）
- 白鳥山，白鳥神社